# Клавезол
Клавезол (фр. Claveisolles) насеље је и општина у источној Француској у региону Рона-Алпи, у департману Рона која припада префектури Вилфранш сир Саон.
По подацима из 2011. године у општини је живело 632 становника, а густина насељености је износила 22,31 становника/km². Општина се простире на површини од 28,33 km². Налази се на средњој надморској висини од 483 метара (максималној 886 m, а минималној 394 m).

## Демографија
| 1962. | 1968. | 1975. | 1982. | 1990. | 1999. | 2011. |
| ----- | ----- | ----- | ----- | ----- | ----- | ----- |
| 505   | 562   | 523   | 503   | 519   | 554   | 632   |

График промене броја становника у току последњих година